# Igbira-Stammesunion
Die Igbira-Stammesunion war eine politische Partei und nationalistische Organisation, welche von gebildeten Dienstpersonen der Igbira-Eingeborenenverwaltung in Britisch-Nordnigeria gegründet wurde.
Der Parteivorsitzende war George Ohikere. Die Union war eine der Nicht-Hausa-Fulani-Organisationen, welche mit dem dominanten Nördlichen Völkerkongress während der Wahlen der 1950er Jahre verbunden war. Sie setzte sich für die Wiederherstellung des offiziellen Status der Ebira-Sprache ein, einer nupoiden Sprache. 
Allerdings kam es von 1958 bis 1959 zu Belastungen der politischen Allianz mit dem Nördlichen Völkerkongress, als beide Parteien eigene Kandidaten für die Wahl zum Repräsentantenhaus in Nigeria 1959 aufstellten. 